# Postanomus ferrugineus
Postanomus ferrugineus är en insektsart som beskrevs av Albino Morimasa Sakakibara 1974. Postanomus ferrugineus ingår i släktet Postanomus och familjen hornstritar. Inga underarter finns listade i Catalogue of Life.